# Mulia Bakti
Mulia Bakti is een bestuurslaag in het regentschap Bungo van de provincie Jambi, Indonesië. Mulia Bakti telt 1963 inwoners (volkstelling 2010).